# Flor de la Mar
La Flor de la Mar, appelée Frol de la Mar dans toutes les chroniques portugaises du XVIe siècle, est une caraque portugaise du XVIe siècle de 400 tonneaux. Elle parcourut, pendant neuf ans, l'océan Indien, commandée par le noble Afonso de Albuquerque qui, après avoir exploré Madagascar en 1505, succéda à Francisco de Almeida comme vice-roi des Indes, en 1509. Revenant de la conquête de Malacca et apportant avec elle un grand trésor pour le roi du Portugal, Manuel Ier, le navire a été perdu au large de la côte de Sumatra en 1511. Une réplique du navire peut être visitée au Musée maritime de Malacca, en Malaisie.

## Description

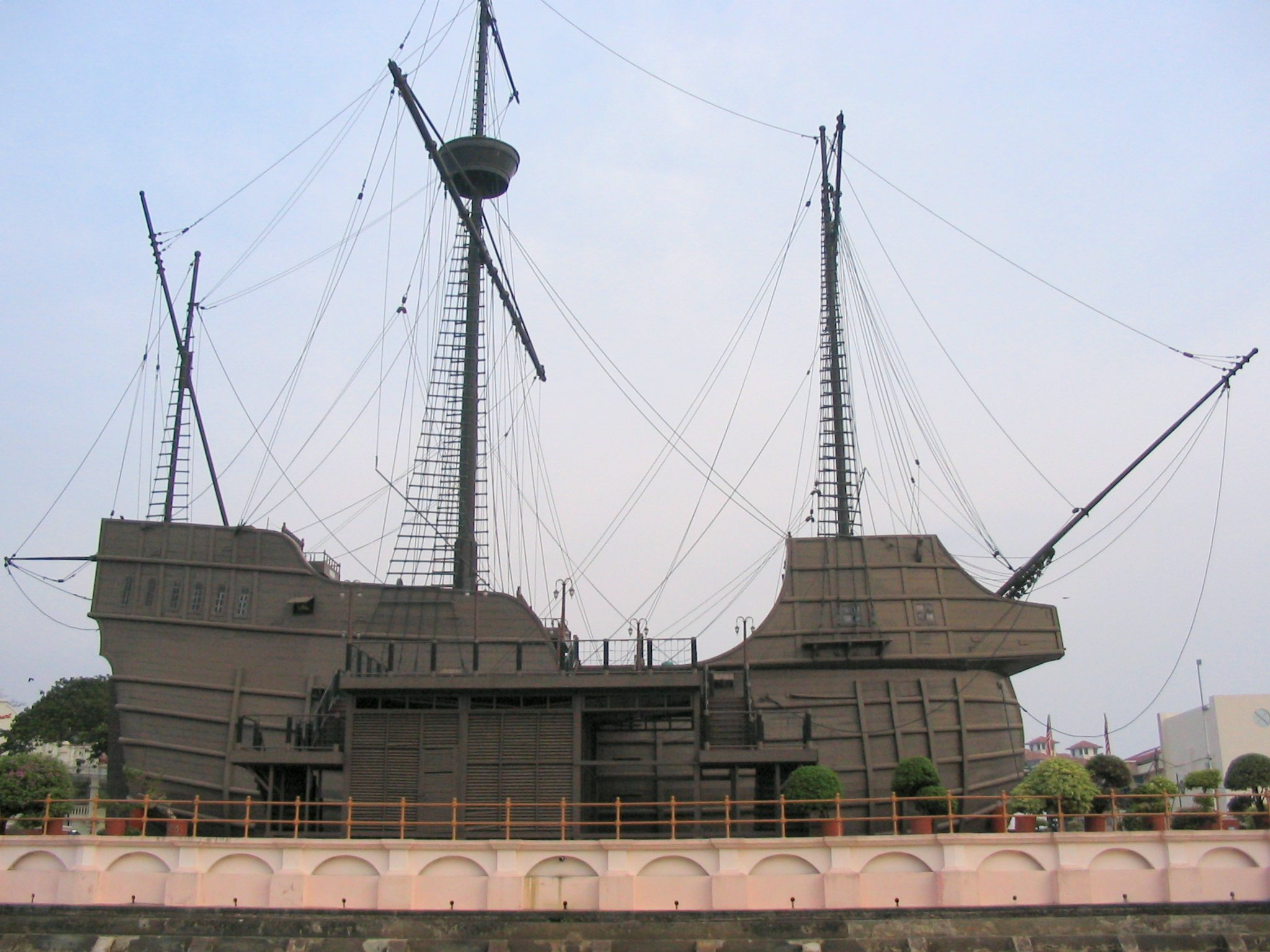
Réplique de la Flor de la Mar à Malacca.

La Flor de la Mar était une nef (caraque) portugaise. Une gravure indique que ce navire présentait six ou sept ponts. Le vaisseau devait mesurer 60 mètres hors-tout, pour une hauteur à la ligne de flottaison à la main courante du dernier pont du gaillard d'arrière de 20 mètres. Sa largeur devait être de 20 mètres à la ligne de flottaison.

## Épave
L'épave de la Flor de la Mar serait enfouie sur un fond marin probablement situé sous les eaux indonésiennes où le bateau a coulé en 1511. Cette épave contiendrait vingt tonnes d'or, deux cents caisses de diamants, une table avec des pieds en or massif et le trône de la reine de Malacca, quatre lions en or massif aux yeux, dents et griffes sertis de pierres précieuses.